# Pseudagrion inopinatum
Pseudagrion inopinatum är en trollsländeart som beskrevs av Boris Ivan Balinsky 1971. Pseudagrion inopinatum ingår i släktet Pseudagrion och familjen dammflicksländor. IUCN kategoriserar arten globalt som starkt hotad. Inga underarter finns listade i Catalogue of Life.

## Bildgalleri

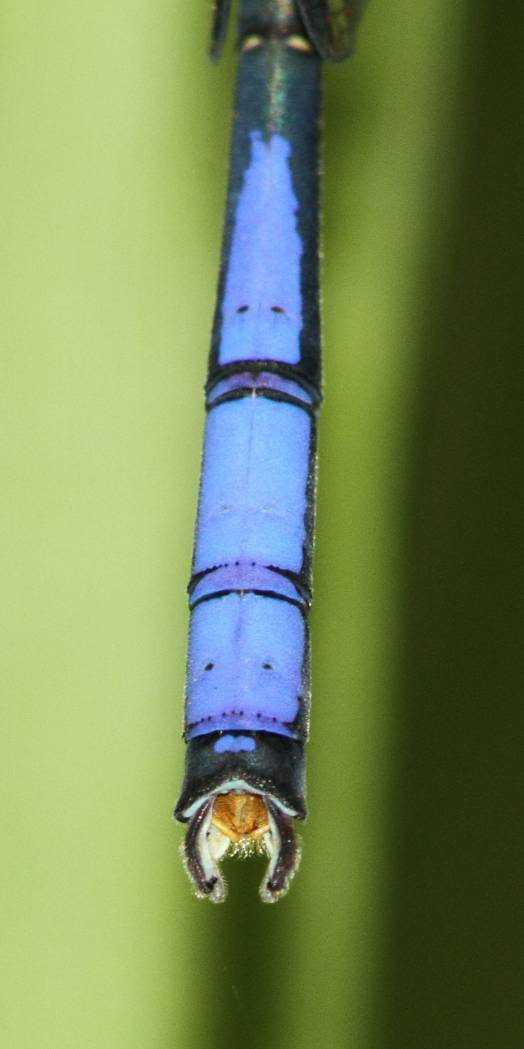